# Onychothemis
Genre
Onychothemis est un genre d'insectes appartenant à la famille des Libellulidae appartenant au sous-ordre des anisoptères dans l'ordre des odonates. Il comprend six espèces.

## Espèces du genre
- Onychothemis abnormis Brauer, 1868
- Onychothemis celebensis Ris, 1912
- Onychothemis coccinea Lieftinck, 1853
- Onychothemis culminicola Förster, 1904
- Onychothemis testacea Laidlaw, 1902
- Onychothemis tonkinensis Martin, 1904